# Glaresis ecostata
Glaresis ecostata är en skalbaggsart som beskrevs av Henry Clinton Fall 1907. Glaresis ecostata ingår i släktet Glaresis och familjen Glaresidae. Inga underarter finns listade i Catalogue of Life.